# Emberiza citrinella
El escribano cerillo (Emberiza citrinella) es un ave paseriforme de la familia de los empavesados Emberizidae, un grupo ahora separado por la mayoría de los autores modernos de los pinzones, Fringillidae.  Vive a lo largo de Europa y de gran parte de Asia. La mayoría de los pájaros son residentes, pero algunos pájaros norteños emigran al sur en invierno. Es común en todas las clases de áreas abiertas con alguna maleza o árboles. En el invierno se unen a bandadas de pájaros pequeñas.

## Descripción

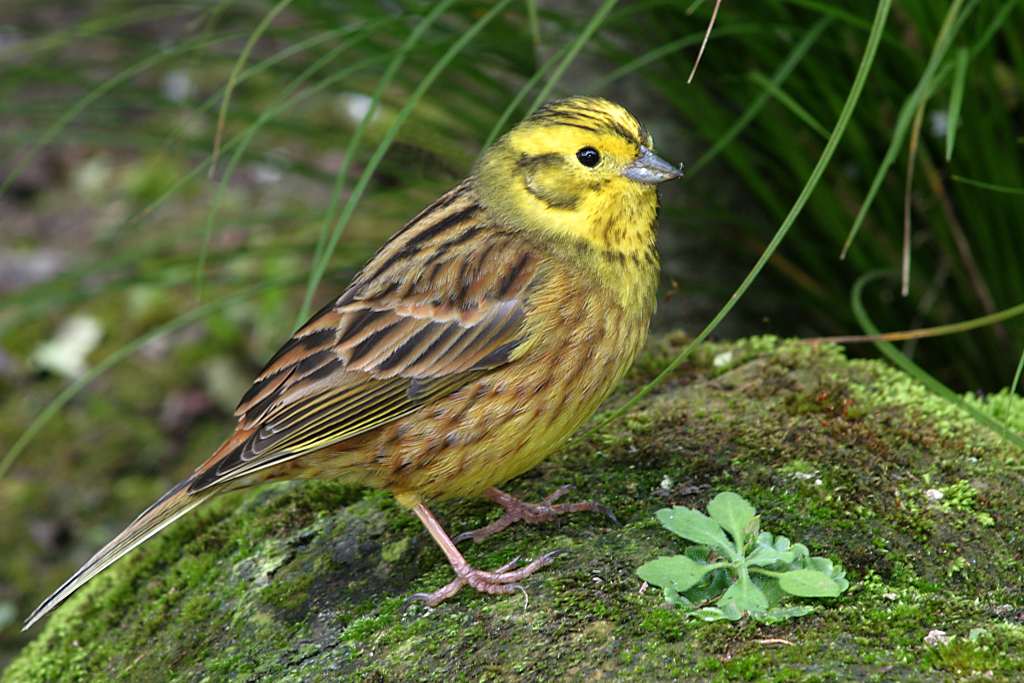
Macho de Escribano cerillo

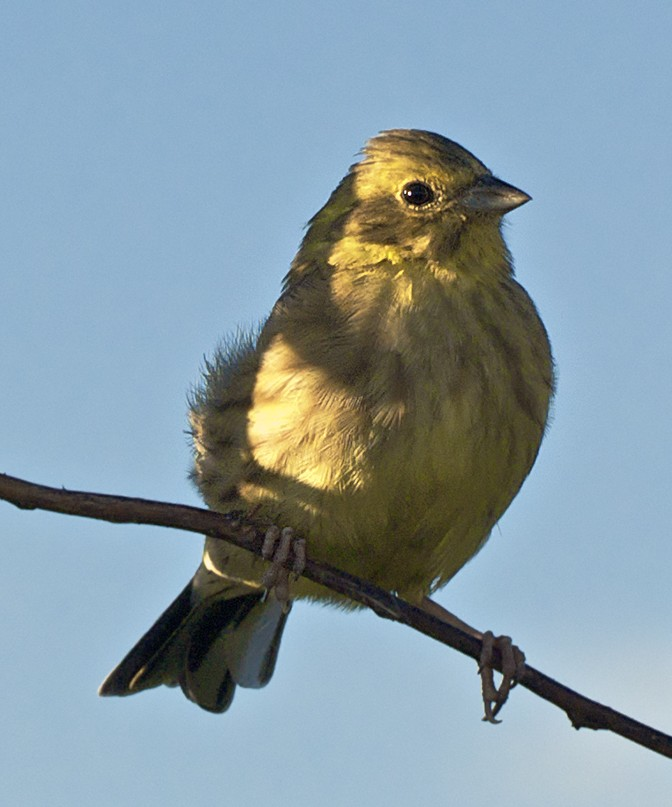
Hembra de Escribano cerillo

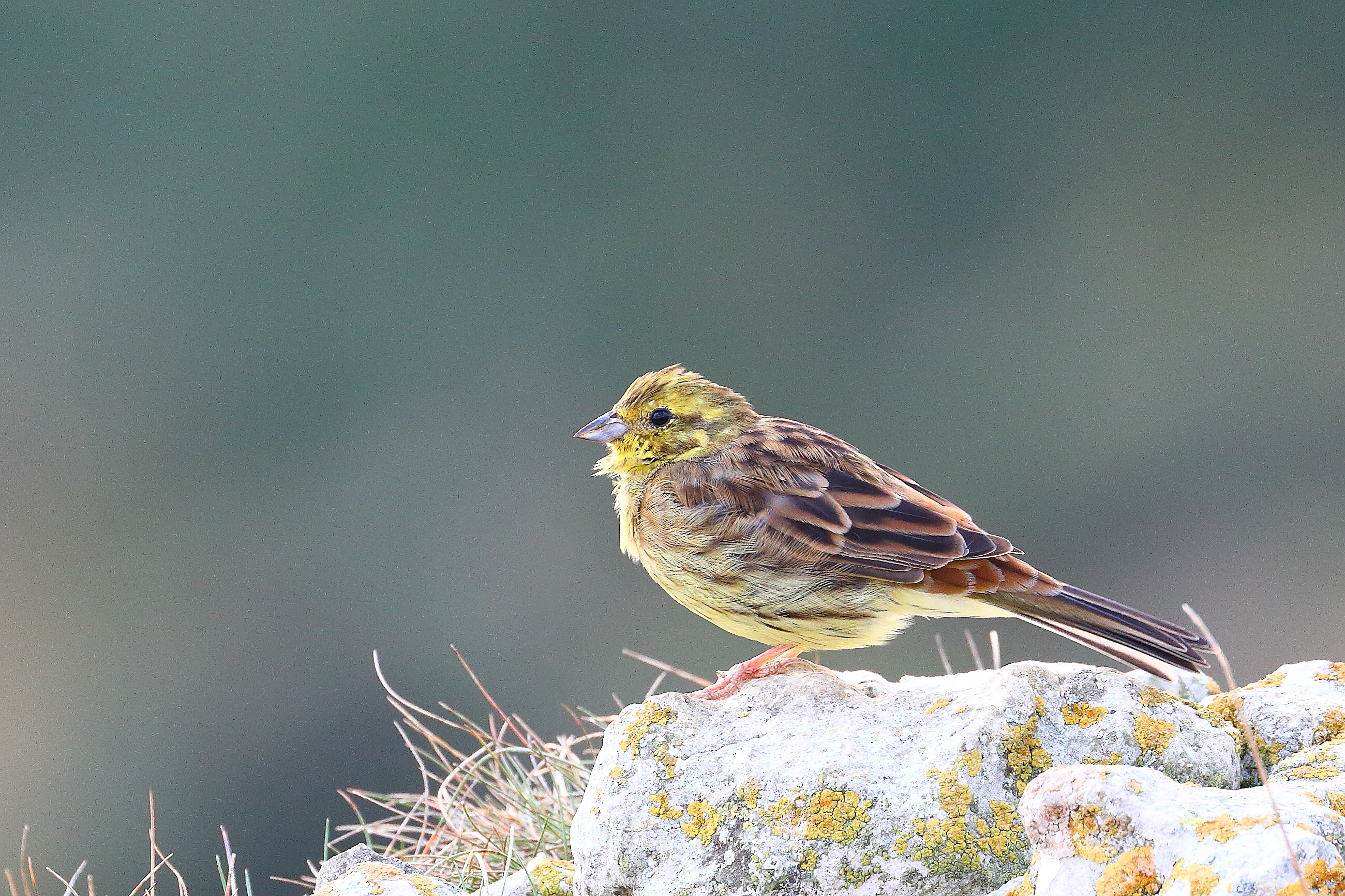
Emberiza citrinella

Es un ave robusta de 15,5 a 17 cm de largo, con el pico grueso para comer semillas. El macho tiene una cabeza amarilla brillante, partes inferiores amarillas, y una parte posterior con gruesas rayas marrones. La hembra es mucho más apagada, y con rayas abajo.

## Comportamiento

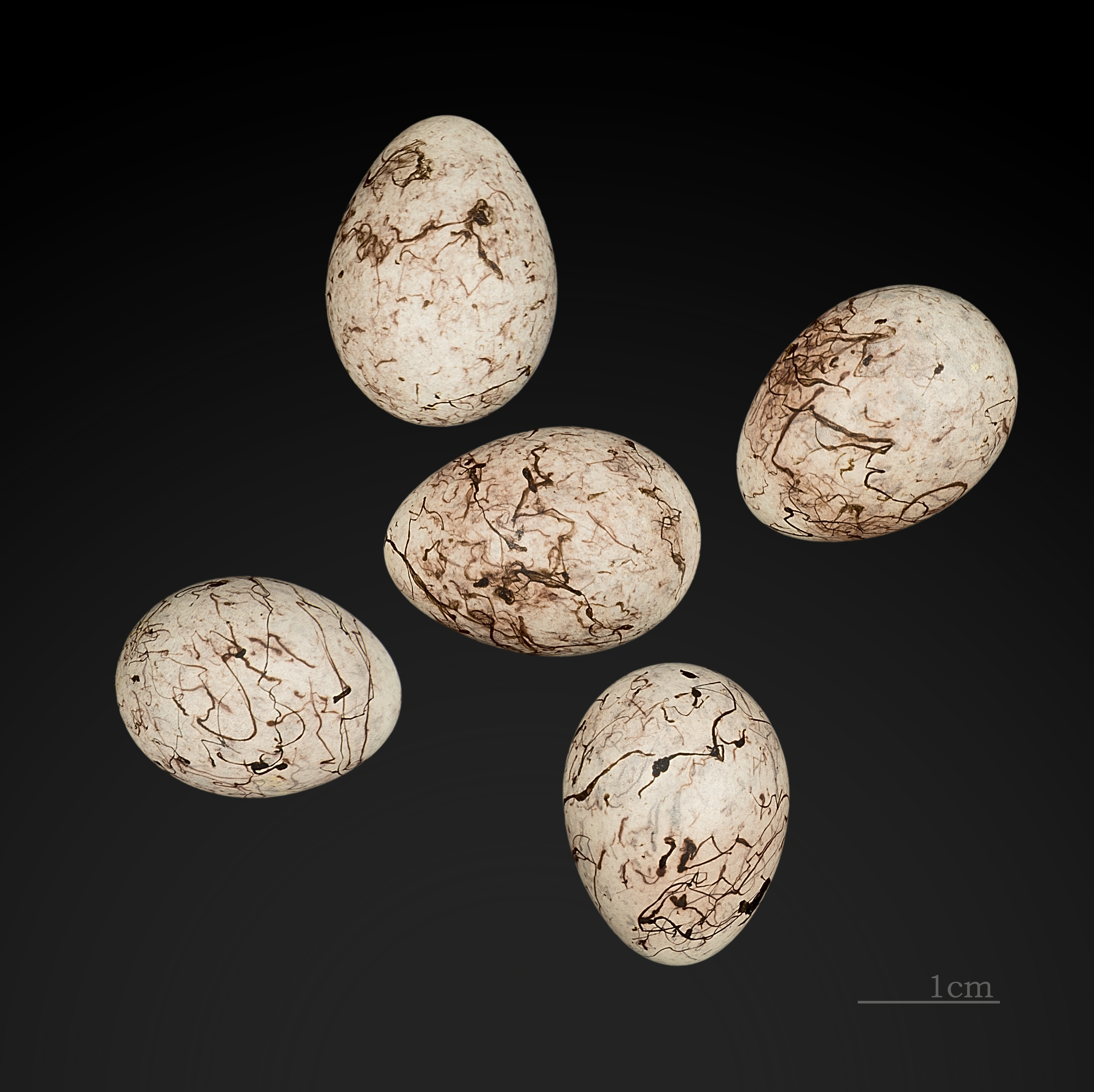
Huevos de Emberiza citrinella

La canción familiar, y algo monótona, del Escribano Cerillo es A little bit of bread and no cheese (un poco de pan y nada de queso). Su dieta natural consiste en alimentarse de insectos cuando jóvenes, y sino de semillas. El nido está en tierra. Pone de 3 a 6 huevos, que muestran las marcas características de los empavesados como de pelo. 